# Текстильник (Камишин)
Футбольний клуб «Текстильник» (Камишин) або просто «Текстильник» (рос. Футбольный клуб «Текстильщик» Камышин) — російський футбольний клуб з міста Камишин Волгоградської області. Зараз виступає в Чемпіонаті Волгоградської області з футболу.

## Хронологія назв
- 1956—1957 — «Червоний Прапор»
- 1958—1996 и с 1999 — «Текстильник»
- 1996 — «Енергія-Текстильник»
- 1997 — «Енергія»
- 1998 — «Ротор-Камишин»

## Історія
Клуб заснований в 1956 році.
У чемпіонатах СРСР брав участь з 1988 року. Найвищі досягнення клубу припадають на першу половину 1990-их років, коли «Текстильник» 5 сезонів (1992-1996) провів у вищій лізі чемпіонату Росії. З 1992 по 1995 рік «Текстильник» чотири рази поспіль входив в десятку найсильніших клубів Росії. Найкращим досягненням є 4-те місце в 1993 році. Наступного року клуб успішно дебютував в Кубку УЄФА, розгромивши угорську «Бекешчабу» і поступився в рівній боротьбі майбутньому чемпіону Франції «Нанту».
Надалі в зв'язку з фінансовими проблемами клуб вибув у нижчі дивізіони і з 2003 по 2007 рік виступав в зоні «Південь» другого дивізіону. Два сезони поспіль (2005, 2006) клуб займав в чемпіонаті останні місця і за спортивним принципом повинен був покинути другий дивізіон і втратити професійний статус, проте спеціальними рішеннями ПФЛ був залишений в другому дивізіоні.
У сезоні 2007 року клуб знову зайняв останнє місце і згідно з Регламентом вибув в ЛФЛ.
У 2008 році виступав у першості ЛФЛ, МОА Черноземье. Зайнявши 13-те місце, в наступному сезоні через фінансові причини відмовився від участі в першості ЛФЛ і з 2009 року бере участь в першості Волгоградської області.
Володар Кубку Волгоградської області (2012).

## Досягнення
- Вища ліга чемпіонату Росії
  - 4-те місце (1): 1993

- Кубок Росії
  - 1/4 фіналу (1): 1995/96;

- Кубок УЄФА
  - 1/16 фіналу (1): 1994/95.

## Статистика виступів
| Сезон            | Дивізіон                            | Місце  | І  | В  | Н  | П  | М     | О  | Головний тренер    |
| ---------------- | ----------------------------------- | ------ | -- | -- | -- | -- | ----- | -- | ------------------ |
| Чемпіонати СРСР  |                                     |        |    |    |    |    |       |    |                    |
| 1987             | КФК. Зона «Надволжя»                | 2      | 14 | 9  | 3  | 2  | 57-16 | 21 | Сергій Павлов      |
| 1988             | Друга ліга. 9-та зона               | 6      | 30 | 13 | 7  | 10 | 49-36 | 33 | Сергій Павлов      |
| 1989             | Друга ліга. 9-та зона               | 3      | 42 | 24 | 9  | 9  | 83-32 | 57 | Сергій Павлов      |
| 1990             | Друга ліга. Центральна буферна зона | 3      | 42 | 22 | 8  | 12 | 73-49 | 52 | Сергій Павлов      |
| 1991             | Перша ліга.                         | 11     | 42 | 15 | 13 | 14 | 56-52 | 43 | Сергій Павлов      |
| Чемпіонати Росії |                                     |        |    |    |    |    |       |    |                    |
| 1992             | Вища ліга                           | 10     | 30 | 14 | 7  | 9  | 33-26 | 35 | Сергій Павлов      |
| 1993             | Вища ліга                           | 4      | 34 | 14 | 11 | 9  | 45-34 | 39 | Сергій Павлов      |
| 1994             | Вища ліга                           | 7      | 30 | 12 | 6  | 12 | 32-36 | 30 | Сергій Павлов      |
| 1995             | Вища ліга                           | 10     | 30 | 9  | 7  | 14 | 37-41 | 34 | Сергій Павлов      |
| 1996             | Вища ліга                           | 17     | 34 | 4  | 12 | 18 | 25-48 | 24 | Сергій Павлов      |
| 1997             | Перша ліга                          | 19     | 42 | 10 | 8  | 24 | 46-67 | 38 | Сергій Павлов      |
| 1998             | Другий дивізіон. Зона «Надволжя»    | знятий | 15 | 5  | 4  | 6  | 16-20 | 19 | Володимир Бубнов   |
| 1999             | КФК. Зона «Південь»                 | 12     | 30 | 8  | 5  | 17 | 40-69 | 29 | Володимир Борисов  |
| 2000             | КФК. Зона «Чорнозем'я»              | 13     | 24 | 4  | 1  | 19 | 17-44 | 13 | Володимир Борисов  |
| 2001             | КФК. Зона «Чорнозем'я»              | 6      | 22 | 12 | 3  | 7  | 46-28 | 39 | Володимир Борисов  |
| 2002             | КФК. Зона «Чорнозем'я»              | 1      | 26 | 20 | 2  | 4  | 61-16 | 62 | Сергій Полстянов   |
| 2003             | Другий дивізіон. Зона «Південь»     | 15     | 38 | 11 | 6  | 21 | 44-57 | 39 | Сергій Полстянов   |
| 2004             | Другий дивізіон. Зона «Південь»     | 11     | 26 | 10 | 10 | 12 | 36-50 | 40 | Сергій Полстянов   |
| 2005             | Другий дивізіон. Зона «Південь»     | 13     | 24 | 3  | 2  | 19 | 12-60 | 11 | Сергій Полстянов   |
| 2006             | Другий дивізіон. Зона «Південь»     | 17     | 26 | 2  | 5  | 25 | 24-83 | 11 | Сергій Полстянов   |
| 2007             | Другий дивізіон. Зона «Південь»     | 15     | 26 | 3  | 4  | 21 | 15-58 | 13 | Лев Іванов         |
| 2008             | КФК. Зона «Чорнозем'я»              | 13     | 34 | 9  | 6  | 19 | 40-49 | 33 | В'ячеслав Кузнецов |
| 2009             | Чемпіонат Волгоградської області    | 8      | 24 | 9  | 2  | 13 | 42-45 | 29 | Володимир Павлов   |
| 2010             | Чемпіонат Волгоградської області    | 5      | 18 | 10 | 2  | 6  | 45-24 | 32 | Володимир Павлов   |
| 2011             | Чемпіонат Волгоградської області    | 2      | 18 | 12 | 4  | 2  | 53-17 | 40 | Володимир Павлов   |
| 2012             | Чемпіонат Волгоградської області    | 2      | 18 | 14 | 1  | 3  | 50-14 | 43 | Володимир Павлов   |
| 2013             | Чемпіонат Волгоградської області    | 4      | 24 | 16 | 4  | 4  | 58-29 | 52 | Володимир Павлов   |

## Резервні команди
В 1992 році в Другій лізі чемпіонату Росії виступав клуб ФК «Текстильник-д» (Камишин), а в 1997 році в Третьому дивізіоні чемпіонату Росії (аматорський рівень) виступала команда ФК «Енергія-д» (Камишин).

## Відомі гравці
В списку, який наведено нижче, представлені гравці, які мають досвід виступів у складі національних збірних. Жирним шрифтом виділено гравців, які захищали кольори національних збірних під час своїх виступів у складі «Текстильника».
| - Іван Яремчук - Олександр Філімонов - Владислав Тернавський - Віталій Абрамов | - Юрій Аксьонов - Олександр Богатирьов - Дмитро Ляпкін - Костянтин Павлюченко | - Дзінтарс Спрогіс - Андрій Василитчук - Андрій Юдін |